# 우드노트
우드노트는 2013년에 결성된 대한민국의 음악 그룹이다.

## 방송
- 우리소리 찬양한마당 (2022) - Top21

## 음반
- Woodnote의 '숲의 새와 같이 기쁘다' (2014)
- 예수로 나의 구주삼고 (2017)
- 너 예수께 조용히 나가 (2022)